# Bewaarschool

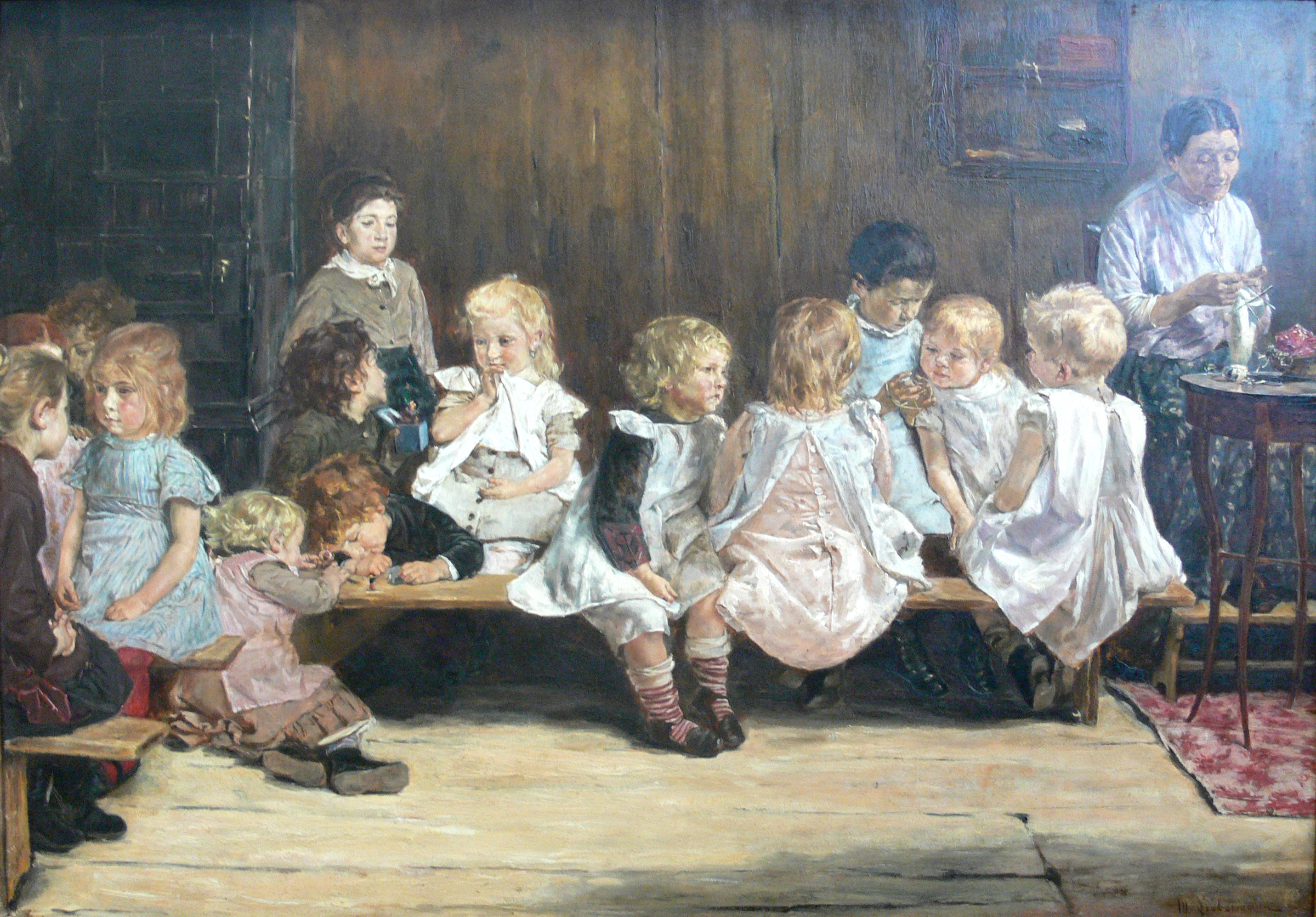
Bewaarschool in Amsterdam (Max Liebermann, 1880).

De bewaarschool is de voorloper van de huidige kleuterschool. De bewaarschool ontstond begin 19e eeuw en werd in Nederland vanaf 1955 en rond die tijd ook in België de kleuterschool genoemd.
De bewaarschool was bedoeld voor kinderen van ongeveer 3 tot 6 jaar. Rond 1920 werkten veel bewaarscholen volgens de fröbelmethode en werden dan veelal aangeduid met fröbelschool.

## Geschiedenis
De bewaarscholen ontstonden aan het begin 19e eeuw. De eerste werd opgericht in Zwolle, in 1828. Hierna ontstond er ook een opleiding tot bewaarschoolhouderes. Naast bewaarscholen voor de arbeidende klasse, kwamen er ook bewaarscholen voor behoeftigen (deze laatste met name door inzet van 't Nut).
Vanaf de jaren 1870, 1880 gingen steeds meer bewaarscholen gebruik maken van de methode van Friedrich Fröbel en werden dan ook vaak uitgeduid met 'fröbelschool'. Rond 1920 werkte het grootste deel van de bewaarscholen volgens de fröbel-methode. Deze idealen waren in Nederland onder meer uitgedragen door Elise van Calcar en Wijbrandus Haanstra. Er kwam ruimte voor kinderspel (het ontdekken van vormen en kleuren), met materialen als blokken en blokkendozen, papier om te vouwen en te vlechten, balspelen, tekenen, voorlezen, zingen (kinderliedjes) en een zandbak om in te spelen.
In 1914 werd in Den Haag de eerste bewaarschool opgericht naar de idealen van de Italiaanse pedagoge Maria Montessori. Bij dit zogeheten montessorionderwijs kwam er veel aandacht voor de ontwikkeling van een kind, met ontwikkelingsmateriaal en didactisch materiaal, passend bij de ontwikkelingsfase van het kind.
In december 1955 werd de Nederlandse Kleuteronderwijswet ingevoerd. De naam 'bewaarschool' werd gewijzigd in 'kleuterschool'. Deze ging twee jaar beslaan en de onderwijsgevenden moesten bevoegd zijn. Ook werd het onderwijs aan vier- en vijfjarigen nu door het rijk vergoed.